# Sveta pot
Sveta pot, pot duhov, duhovna cesta, duhovna pot itd. (神道, shéndào) je bogato okrašena cesta, ki vodi do kitajske grobnice pomembnega dostojanstvenika. Sveto pot na obeh straneh obdaja vrsta kipov, stebrov in stel. Kipi vzdolž poti duhov prikazujejo resnične in mitološke živali ter civilne in vojaške uradnike.

## Zgodovina

### Vzhodna dinastija Han
Svete poti so bile v času Vzhodne dinastije Han dobro razvita značilnost grobnic. Tradicionalno grobišče cesarja ali visokega uradnika tistega obdobja je bilo običajno razporejeno vzdolž osi sever-jug; Sveta pot je vodila od juga do južnih vrat ograjenega prostora, znotraj katerega so bile grobnica in pripadajoče stavbe. Ta postavitev se je, z nekaj izjemami, ohranila od takrat skozi celotno zgodovino svete poti.
Značilnost svete poti vzhodnega Hana so bili monumentalni stolpi (čue), ki so bili veliko večji in dražji od kipov in stel. Sledili so kipi živali, med katerimi so izstopala mačkam podobna bitja: tako dokaj realistični tigri (ki so jih kitajski umetniki že dolgo poznali) kot levi (inovacija dinastije Han), pa tudi bolj fantastične različice s krili, bradami in/ali rogovi. Fantastična bitja na osnovi mačk so bila znana pod različnimi imeni, med katerimi so bila najpogostejša tianlu, bišie in čilin. Tako kot v kasnejših dinastijah so bila bitja obrnjena proti cesti in so bila zasnovana tako, da so jih gledali predvsem s strani. Ni dokončnih podatkov o tem, ali so se na svetih poteh dinastije Han pojavili kakršni koli sloni; vendar pa se domneva, da je bil starodavni kamniti slon (ki je bil morda prvotno del para) 2 km južno od vzhodnohanskega cesarskega mavzoleja blizu Mangšana (na območju Luojanga) morda povezan s tema mavzolejema: dva slona sta morda označevala vhod v območje mavzoleja.
Tako kot na kasnejših svetih poteh so tudi na vzhodnohanskih svetih poteh kamnitim živalim morali slediti človeški kipi, vendar se jih je ohranilo zelo malo. Par dobro ohranjenih kamnitih uradnikov iz tistega obdobja se zdaj hrani v Konfucijevem templju v Čufuju.
Stele, zadnji del vzhodnohanskih svetih poti, naj bi bile kamnita reprodukcija lesenih plošč, ki so jih v antičnih časih med pokopom položili na obe strani odprtega groba. Krsto so spustili v grob z vrvmi, ki so jih napeli skozi luknje v vsaki plošči. Po pokopu so te lesene plošče postavili pokonci na vrh grobnice, nanje pa je bilo napisano ustrezno besedilo. V spomin na ta stari običaj imajo zgodnje stele svetih poti okroglo luknjo na sredini zgornjega dela.

### Južne dinastije
Padcu cesarstva Han je sledilo obdobje pretresov, ko je bila Kitajska razdeljena med številne kratkotrajne južne in severne dinastije. Vladarja Vei in Zahodni Džin (3. stoletje n. št.) sta očitno sovražila ekstravaganco pogrebne umetnosti padle dinastije Han in sta se na splošno izogibala nadzemnim kipom na svojih grobnicah. Literarni viri pričajo o ponovni gradnji svete poti že v času Vzhodnega Džina (4. stoletje n. št.), vendar se ohranjeni kipi svete poti iz 'obdobja razkola' nanašajo skoraj izključno na zadnje štiri od šestih južnih dinastij: Liu Song, Južni Či, Liang in Čen, ki so bile običajno osredotočene okoli Džjankanga (današnji Nanking). Sodobnim raziskovalcem je znanih približno trideset njihovih skupin kipov v grobnicah, v različni stopnji ohranjenosti. Nahajajo se predvsem v vzhodnih in jugovzhodnih predmestjih Nankinga (okrožji Čišja in Džjangning) ter v Danjangu, dlje proti vzhodu.
Režimi Južnih dinastij, z manjšo gospodarsko osnovo kot mogočni Han, niso ustvarili tako številnih in veličastnih pogrebnih ansamblov kot Čin in Han. Uporaba svetih poti pod tema dinastijama je bila omejena na cesarje in njihove bližnje sorodnike. Novi budistični in daoistični tokovi v duhovnem življenju južne Kitajske so močno vplivali tudi na kiparsko umetnost. Po besedah umetnostne zgodovinarke Ann Paludan je bil v umetnosti, ki jo je vplival daoizem, »poudarek Hanov na prostorskih odnosih, oblikah in omejitvah zavrnjen v korist tekočih linij, ki so nakazovale prožnost, pomanjkanje jasnih meja in neskončno gibanje«. Novo interpretirana načela feng šuja so več pozornosti namenila orientaciji grobnice glede na teren kot strogi osi sever-jug.
Tipična sveta pot Južnih dinastij je bila precej kratka in je vključevala par velikanskih (3–4 m visokih) krilatih mačk, par stebrov in par ali dve spominski steli. Te mačke, ki so jih poznavalci imenovali »najbolj plemenita bitja, ki so varovala katero koli grobnico v Aziji«, so bile dveh vrst. Čilin, ki so se odlikovali po rogovih in bradah, so se pojavljali na cesarskih grobnicah, medtem ko so imeli krvni princi (vang) bišieja, ki so se ponašali z levjimi grivami in dolgimi iztegnjenimi jeziki v široko odprtih ustih. Čeprav sta obe fantastični vrsti verjetno izhajali iz živalskih kipov iz obdobja Han, strokovnjaki razlikujejo njuna rodovnika. Domneva se, da se je čokati bišie razvil iz kipov tigrov iz grobnic iz obdobja Han v Sečuanu in Šandongu; vendar se danes bolj poudarja moč bitja kot njegova hitrost. Simbolika iztegnjenega jezika ni več jasna: različno so ga razlagali kot molitev za dež ali kot način komunikacije s svetom bogov. Bolj elegantni in vijugasti čilini, katerih telesa so skoraj v celoti prekrita z zapletenimi vzorci izrezljanih krivulj, imajo pridih kitajskega zmaja in so morda povezani s kipi iz grobnic dinastije Han iz osrednje Kitajske (npr. par iz Cuanlinmiao v Luojangu).
- Južne dinastije – čilin in bišie
- Bišie iz grobnice Šjao Džinga (dinastija Liang)
- Čilin iz grobnice Jongning cesarja Ven iz Čena

### Dinastija Ming
Kasneje je postavitev mnogih mavzolejev vključevala veliko kamnito želvo (biši) skupaj s sveto potjo. V mavzoleju dinastije Ming v Nankingu, npr. Ming Šjaoling ali grobnica sultana Bruneja Abdula Madžida Hassana, obiskovalce najprej pričaka biši, ki drži kamnite plošče, ki opevajo vrline pokojnika, nato pa se sprehodijo po sveti poti do gomile, kjer je cesar ali dostojanstvenik dejansko pokopan.

## Pomembni primeri
Svete poti najdemo v številnih cesarskih mavzolejih:
- Mavzolej Čjanling blizu Šjana
- Ming Zuling v Huaianu
- Ming Šjaoling v Nankingu
- Trinajst cesarskih grobnic Ming blizu Pekinga s skupno sveto potjo za vse grobnice
- Mavzolej Džao zgodnjih cesarjev Čing blizu Šenjanga
- Vzhodne grobnice Čing blizu Pekinga

Na grobovih drugih dostojanstvenikov:
- Grobnica sultana Bruneja Abdula Madžida Hassana v Nankingu
- Več primerov (predvsem grobnice vojvod Janšeng) na pokopališču Konfucija v Čufuju